# Manuel de Villafañé i Andreu
Manuel de Villafañé i Andreu (València, c. 1764 – Madrid, ?) fou un jurista i polític valencià. Era fill de Manuel Villafañé i Flores, Hidalgo i oïdor de l'Audiència de València entre 1762 i 1770.
El 1794 fou nomenat oïdor general interí dels Voluntaris Honrats. El 1795 fou nomenat oficial de la Secretaria d'Estat pel duc d'Alcúdia, el 1803 fou assessor del capità general i el 1808 jutge del Tribunal de Seguretat Pública i governador de la Sala del Crim de l'Audiència de València.
El 14 de febrer de 1810 fou elegit diputat a les Corts de Cadis. Va formar part de les comissions de Justícia, Arranjament de Províncies, Hisenda, Honor i Tribunals de Corts. Fou president de les Corts Espanyoles de 24 de desembre de 1811 fins a 23 de gener de 1812. També es declarà contrari a una regència de tres membres. Va ser un dels signants de la Constitució espanyola de 1812 i va tornar a ser diputat en les Corts Ordinàries de 1813. Ja durant el Trienni Liberal, fou magistrat de l'Audiència de Castella la Nova i magistrat honorari del Tribunal Suprem. Després de l'arribada dels Cent Mil Fills de Sant Lluís fou represaliat pels absolutistes.